# Solenopsis tipuna
Solenopsis tipuna är en myrart som beskrevs av Auguste-Henri Forel 1912. Solenopsis tipuna ingår i släktet eldmyror, och familjen myror. Inga underarter finns listade i Catalogue of Life.